# طنة قاتمة
طنة قاتمة (الاسم العلمي: Tonna tenebrosa) (بالإنجليزية: Dark tun)‏ هو نوع من الحيوانات يتبع جنس الطنة من الفصيلة الطنية.